# Kapelle-Biezelinge
Kapelle-Biezelinge (ned: Station Kapelle-Biezelinge) – stacja kolejowa w Kapelle, w prowincji Zelandia, w Holandii. Stacja znajduje się na linii Roosendaal – Vlissingen. Stacja faktycznie znajduje się na granicy dwóch gmin Kapelle i Biezelinge.

## Linie kolejowe
- Linia Roosendaal – Vlissingen

## Połączenia
- 2200 IC  Amsterdam Centraal – Haarlem – Leiden Centraal – Den Haag HS – Rotterdam Centraal – Dordrecht – Roosendaal – Kapelle-Biezelinge – Vlissingen